# Estaó
Estaó o Estahó és una partida del municipi de la Seu d'Urgell situada a la riba esquerra del riu Segre, a la plana de la Seu. L'accés és passat el pont de la Palanca, el camí ral d'Arfa i el camí d'Estaó. El camí d'Estaó va ser reformat per convertir-lo en una via verda entre la Seu i Arfa. Hi ha una nau de la Cooperativa del Cadí.
En destaca el rec de l'Olla i Segalers de l'any 1818, que pren l'aigua del riu Segre al municipi d'Alàs i Cerc, a la Quera (a l'estret de les Cabanotes), i finalitza al riu d'Estaó. La partida té quatre finques qualificades de zona de sòl protegit de valor agrícola-ramader, totes elles anteriors a l'any 1956, i una d'elles són explotacions agràries que han estat importants al municipi, entre d'altres: Cal Fideuaire.
| Nom           | Coordenades                                   | Raons per la preservació |
| ------------- | --------------------------------------------- | ------------------------ |
| Cal Fideuaire | històriques, mediambientals i paisatgístiques |                          |
| Cal Galabert  | històriques, mediambientals i paisatgístiques |                          |
| Cal Navinés   | mediambientals i paisatgístiques              |                          |
| Casa Torradà  | mediambientals i paisatgístiques              |                          |

## Cal Fideuaire
- Estahó. Accés des del camí d'Arfa.

Format per un edifici destinat a habitatge i un paller annex. Data de l'any 1900. Està construït amb murs de càrrega de maçoneria no concertada i forjats de bigues i empostat de fusta, el paller amb els mateixos forjats i empostats però amb murs de càrrega d'obra de fàbrica.

## Cal Galabert
- Estahó, 8. Accés des del camí d'Estaó.

Format per un conjunt d'habitatge i un edifici annex d'ús agrícola. Daten de l'any 1950. Murs de càrrega d'obra de fàbrica i forjats de biguetes de formigó i revoltó ceràmic i l'edifici agrícol de murs de càrrega d'obra de fàbrica i de maçoneria no concertada i forjats de biguetes de formigó i revoltó ceràmic.

## Cal Navinés
- Cal Navinés o Nabiners. Estahó, 7. Accés des del camí d'Estaó.

Format per un habitatge unifamiliar i edificis annexos destinats a pallers. Daten de l'any 1950. Construïts amb murs de càrrega d'obra de fàbrica i forjats de bigues i empostat de fusta.

## Casa Torradà
- Estahó, 5. Accés des del camí d'Estaó.

Conjunt format per un edifici d'habitatge i una sèrie d'edificacions annexes destinades a ús agrícola. Ambdós daten del 1850, l'habitatge reformat l'any 1960 i l'annex el 1970. Parets de càrrega de maçoneria no concertada i forjats de biguetes de formigó i revoltó ceràmic.